# Hans Besig
Hans Besig (* 31. Juli 1908 in Königsberg (Preußen); † 4. Juni 1965 in Markt Schwaben) war ein deutscher Klassischer Archäologe und Gymnasiallehrer.

## Leben
Hans Besig war der Sohn des Oberkonsistorialrats Hans Besig (1873–1941), der im Oktober 1914 nach Berlin versetzt wurde. Nach dem Besuch des Humanistischen Gymnasiums in Berlin-Steglitz bis zum Abitur Ostern 1927 studierte er in Freiburg im Breisgau, München, Leipzig und Berlin Klassische Archäologie, Alte Geschichte, Klassische Philologie und Kunstgeschichte. Von Oktober 1933 bis Juli 1934 war er als Hilfsarbeiter am Berliner Museum tätig. Im März 1935 und von Oktober 1936 bis 1937 war er außerplanmäßiger Assistent am Archäologischen Institut der Universität Berlin. Am 15. Dezember 1937 wurde er in Berlin bei Gerhart Rodenwaldt mit einer Arbeit zur Darstellung der griechischen Gorgo promoviert, die bis heute herangezogen wird und erst 1977 durch Josef Florens Studien zur Typologie des Gorgoneion wesentlich weitergeführt wurde. Für 1937/38 erhielt er das Reisestipendium des Deutschen Archäologischen Instituts.
Nach Ende des Zweiten Weltkrieges bereitete sich Besig auf die schulische Laufbahn vor. Am 6. November 1948 absolvierte er die Lehramtsprüfung in den Fächern Griechisch, Latein und Deutsch und erhielt die Lehrberechtigung in Griechisch und Latein für alle Klassenstufen, in Deutsch bis zur Unterprima. Er unterrichtete an der Arndt-Schule in Berlin-Dahlem. Am 15. Oktober 1953 wurde er zum Studienrat ernannt. Zum 1. Oktober 1960 trat Besig in den Ruhestand und zog mit seiner Familie nach Bayern. Er starb am 4. Juni 1965.
Seine Söhne sind der Cellist Hans-Peter Besig (* 1949) und der Violinist Jürgen Besig (* 1951).

## Veröffentlichungen
- Gorgo und Gorgoneion in der archaischen griechischen Kunst, Berlin 1937 (Digitalisat).
- Praeneste. In: Paulys Realencyclopädie der classischen Altertumswissenschaft (RE). Supplementband VIII, Stuttgart 1956, Sp. 1241–1260.